# Хорхе Ларена
Хорхе Ларена-Авельянеда Ройг (ісп. Jorge Larena-Avellaneda Roig, нар. 29 вересня 1981, Лас-Пальмас-де-Гран-Канарія) — іспанський футболіст, півзахисник кіпрського клубу АЕК (Ларнака).

## Клубна кар'єра
Народився 29 вересня 1981 року в місті Лас-Пальмас-де-Гран-Канарія. Вихованець футбольної школи місцевого «Лас-Пальмаса». Протягом 1997–2000 років грав за його другу команду, а з 2000 почав залучатися до основної команди, за яку протягом двох сезонів провів 69 матчів і відзначився 8 голами у чемпіонаті.
Своєю грою привернув увагу представників тренерського штабу мадридського «Атлетіко», до складу якого приєднався 2002 року. Відіграв за столичний клуб наступні три сезони своєї ігрової кар'єри. Більшість часу, проведеного у складі «Атлетіко», був основним гравцем команди.
Згодом з 2005 по 2014 рік грав у складі команд клубів «Сельта Віго», «Лас-Пальмас», «Уеска» та «Рекреатіво».
2014 року приєднався до кіпрського АЕК (Ларнака), в якому відразу став одним з лідерів команди. Станом на 8 грудня 2018 року відіграв за клуб з Ларнаки 130 матчів в національному чемпіонаті.